# 9359 Флеріндж
9359 Флеріндж (9359 Fleringe) — астероїд головного поясу, відкритий 6 березня 1992 року.
Тіссеранів параметр щодо Юпітера — 3,386.